# Adelges laricis
Adelges laricis är en insektsart som beskrevs av Jean Nicolas Vallot 1836. Adelges laricis ingår i släktet Adelges och familjen barrlöss. Arten är reproducerande i Sverige.

## Underarter
Arten delas in i följande underarter:
- A. l. potaninilaricis
- A. l. laricis

## Bildgalleri

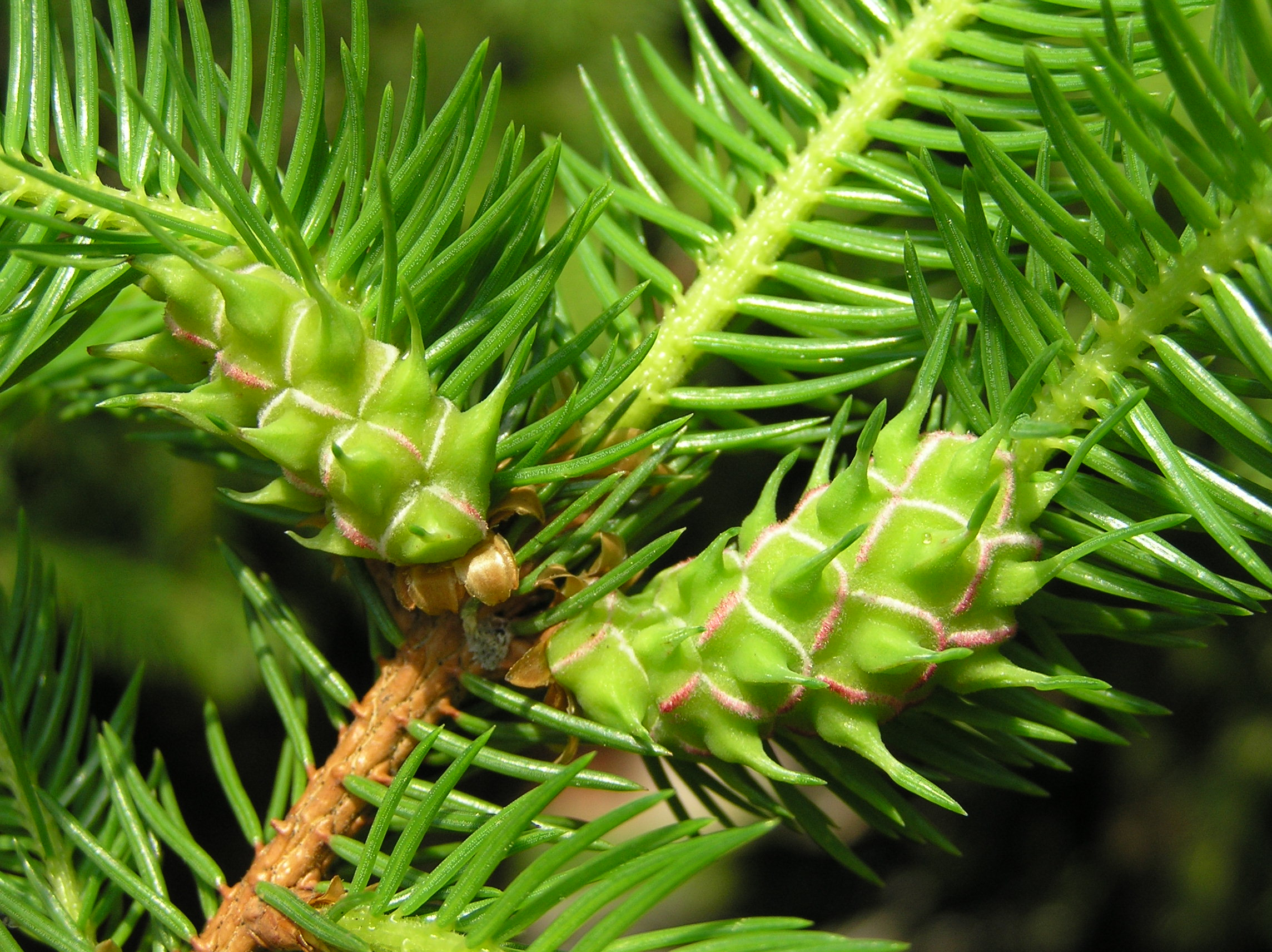